# Sara Sotillo
Pour les articles homonymes, voir Sotillo.

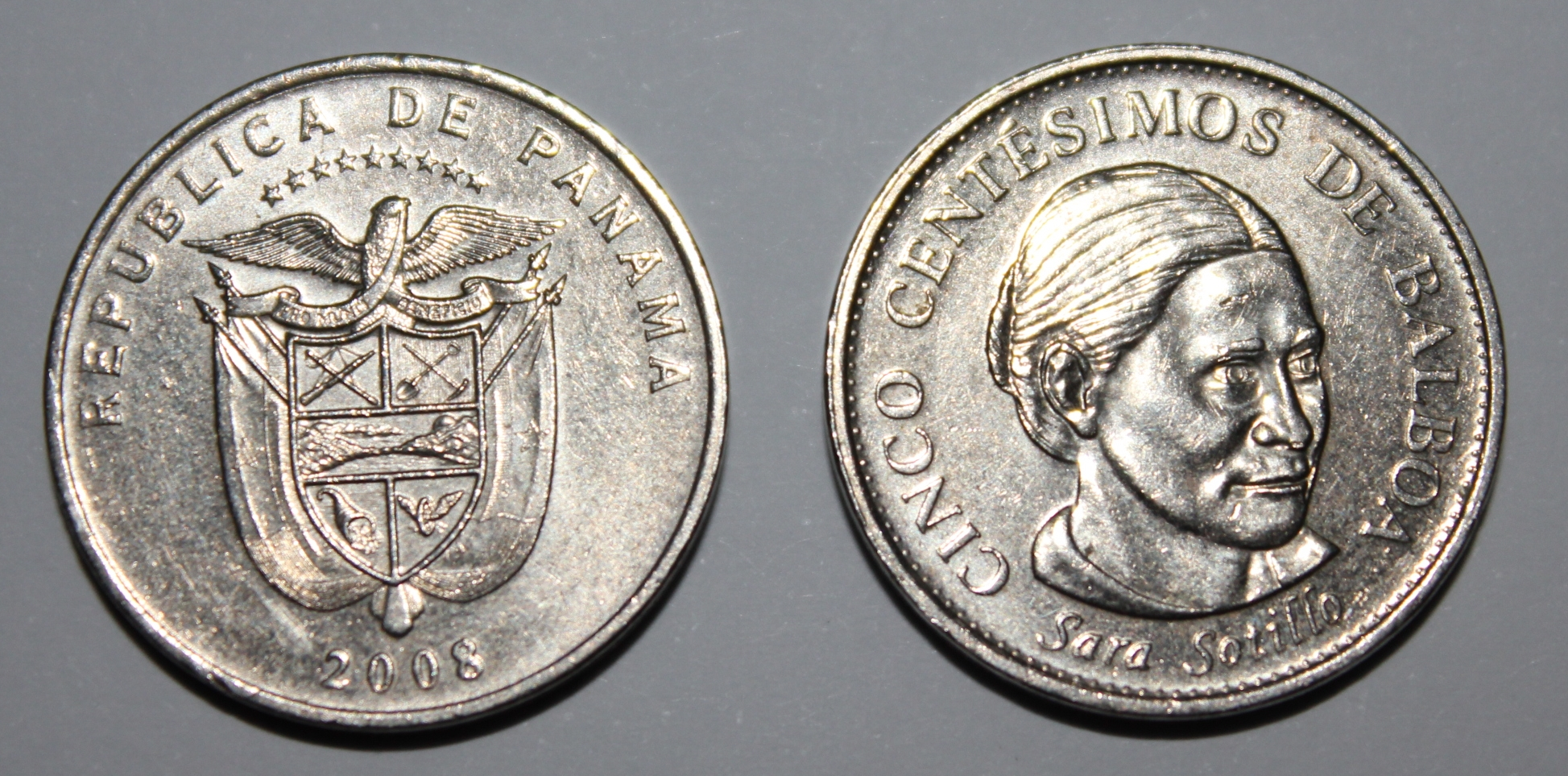
Pièce de 5 centimes de balboa en hommage à Sara Sotillo (2008).

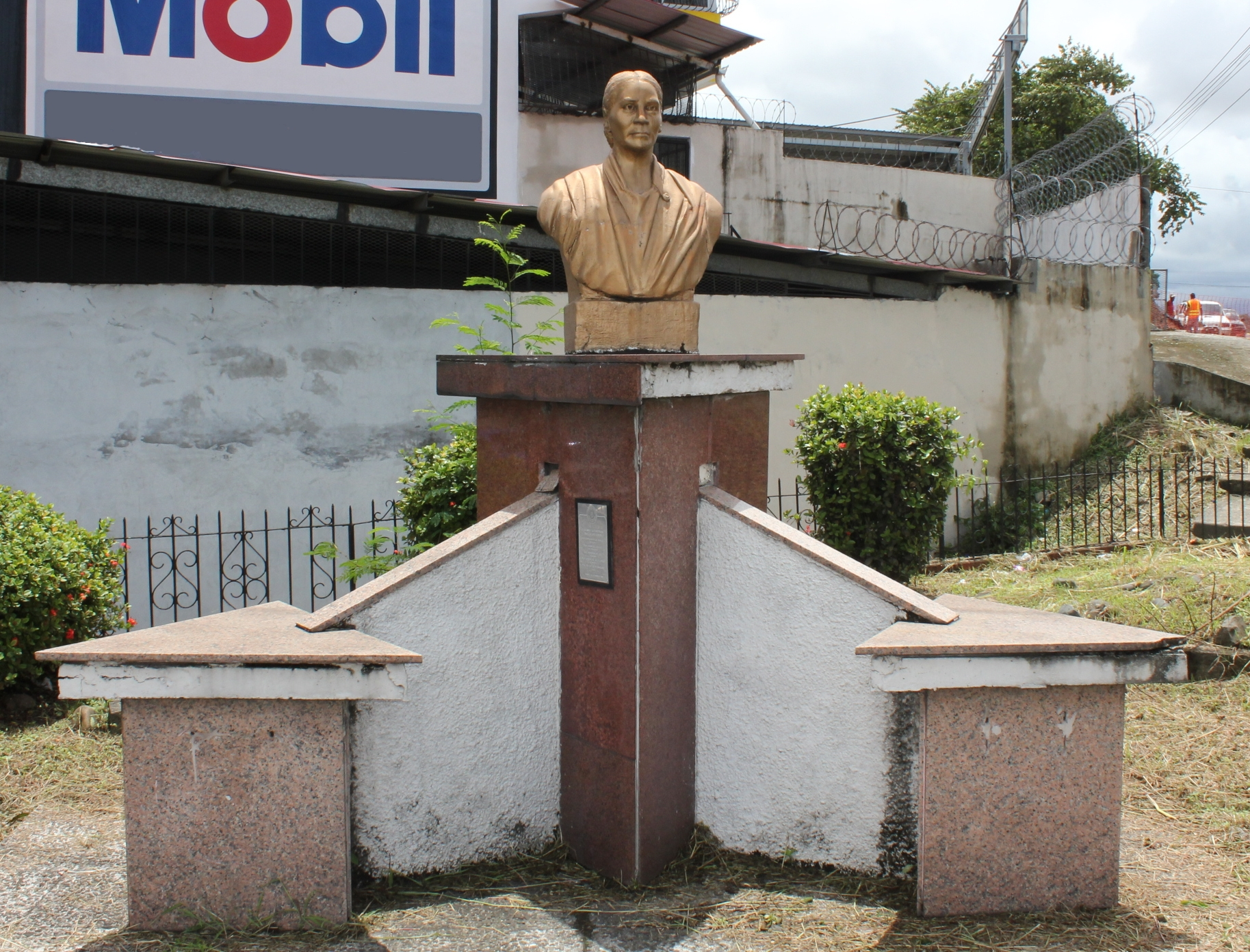
Bute de Sara Sotillo à Bethania (Panama).

Sara Sotillo, née le 19 avril 1900 à San Miguel, sur l'Isla del Rey (Panama) et morte le 16 décembre 1961, est une éducatrice et féministe panaméenne. Elle est l'une des fondatrices du Parti national féministe.

## Biographie
Sara Sotillo est la plus jeune d'une fratrie de trois frères et sœurs. Alors qu'elle est encore très jeune, sa famille déménage à Panama, la capitale. Elle a terminé ses études à l'âge de 19 ans, en 1919, et commence à travailler comme enseignante à Garachiné, dans la province de Darién. Elle revient rapidement à Panama, à l'école Manuel José Hurtado, où elle travaille pendant 29 ans.
En 1922, avec d'autres Panaméennes, dont Clara González, Enriqueta Morales, Elida Campodónico et Sara Maria Barrera, elle fonde le du Parti national féministe (PNF : Partido Nacional Feminista), dont elle est la deuxième vice-présidente, succédant à Elida Campodónico. En 1925, le Parti soumet à l'Assemblée nationale un mémoire dans lequel des demandes sociales et politiques en faveur des femmes sont formulées. Le document contribue à réformer le statut juridique et la situation économique des femmes au Panama.
En 1944, elle fonde l'Association des professeurs unis du Panama, un syndicat d'enseignants qui joue un rôle important concernant la législation sur l'éducation, notamment dans la rédaction et l'adoption de la loi 47 en 1946, la loi organique sur l'éducation. Afin de lutter contre le taux élevé d'analphabétisme existant dans le pays, elle dirige en 1948 la première campagne d'alphabétisation de masse destinée principalement à la population adulte de Panama, pour laquelle elle élabore des programmes d'enseignement appelés ALAS, publiés dans les journaux Daily Panama America et Estrella de Panama.
Elle est impliquée dans l'opposition nationaliste à l'accord Filos-Hines de 1947,, une convention militaire ratifiée par le ministre panaméen des Affaires étrangères, Francisco Filos, et l'ambassadeur des États-Unis, le général Frank T. Hines (en), tous deux agissant sous l'approbation de leurs présidents respectifs : Enrique Adolfo Jiménez et Harry S. Truman. La convention aurait accordé aux États-Unis, durant une période de dix renouvelables, l'exploitation de bases militaires dans plus d'une douzaine de sites au Panama. L'impopularité de la proposition auprès de la population conduit finalement l'Assemblée nationale à rejeter l'accord en décembre 1948.

## Vie privée
Sara Sotillo reste célibataire tout au long de sa vie et n'a pas d'enfants. Elle vit modestement avec son salaire de professeur (environ 50 dollars américains), et a systématiquement rejeté des offres de promotion, notamment politiques, afin de siéger à l'Assemblée nationale.
Elle meurt le 16 décembre 1961. La cérémonie d'enterrement a lieu en l'église du Christ-Roi de Panama, des milliers de personnes défilant devant le cortège funèbre. Elle est enterrée au cimetière Amador de Panama.

## Hommages
En 2008, le gouvernement panaméen édite une série spéciale de pièces de 5 centimes à son effigie. La même année, un buste la représentant est inauguré à Betania.
Elle est décorée à titre posthume de l'ordre de Manuel José Hurtado, l'une des plus hautes distinctions offertes aux éducateurs et aux universitaires du Panama.

## Sources
- (en) Cet article est partiellement ou en totalité issu de l’article de Wikipédia en anglais intitulé « Sara Sotillo » (voir la liste des auteurs).